# Pije
Le pije est une langue kanak, parlée par moins de 200 locuteurs (1996) au nord de la Nouvelle-Calédonie. Comme toutes les langues vernaculaires parlées sur ce territoire, le pije est classé dans la branche océanienne des langues austronésiennes.
À l'instar du nemi, du fwâi et du jawe, le pije est parlé sur la commune de Hienghène. Il figure dans le dictionnaire comparatif des langues de Hienghène, écrit par André-Georges Haudricourt et Françoise Ozanne-Rivierre en 1982.
Sa survie est extrêmement menacée.